# Porompat
Porompat é uma vila no distrito de Imphal East, no estado indiano de Manipur.

## Demografia
Segundo o censo de 2001, Porompat tinha uma população de 5163 habitantes. Os indivíduos do sexo masculino constituem 49% da população e os do sexo feminino 51%. Porompat tem uma taxa de literacia de 71%, superior à média nacional de 59.5%: a literacia no sexo masculino é de 80% e no sexo feminino é de 61%. Em Porompat, 12% da população está abaixo dos 6 anos de idade.